# Anna Binta Diallo
Pour les articles homonymes, voir Diallo.
Anna Binta Diallo née en 1983 au Sénégal, est une artiste visuelle multidisciplinaire canadienne,,.

## Biographie
Anna Binta Diallo est née à Dakar au Sénégal en 1983 , fille d'Ibrahima Diallo et de Lise Gaboury-Diallo tous des enseignants et petite-fille d'Étienne Gaboury architecte et Claire Breton Gaboury Céramiste.
Elle a complété son baccalauréat en beaux-arts à l'École des beaux-arts de l'Université du Manitoba en 2006 et a obtenu sa maîtrise en beaux-arts du Transart Institue à Berlin en 2013 . Son travail a été montré à l'échelle nationale, y compris des expositions à Brandon, Winnipeg, Montréal, Toronto, Calgary, Edmonton, Vancouver, Central et internationalement en Finlande, Taiwan et en Allemagne. Anna Binta Diallo a été récipiendaire de plusieurs bourses et distinctions, notamment du Conseil des arts du Canada, du Conseil des arts et des lettres du Québec, En 2019, le travail de Diallo a été sélectionné parmi les finalistes du  Salt Spring National Art Prize et en 2021, il a reçu le Barbara Sphor Memorial Prize de la Walter Phillips Gallery du Banff Centre et a reçu les Black Designers of Canada Awards of Excellence.

## Collections
Ses œuvres font partie des collections de la Banque royale du Canada, de la Equity Bank (en), de la Banque Scotia et de collections privées.
En août 2022, Anna Binta montre son telent en images dans  L’arrondissement de Verdun à Montréal en Occupant l’entièreté du mur principal de l’Espace Denis Savard , à l’Auditorium de Verdun , la murale Errances à Verdun met en scène des moments marquants du passé et du présent à travers une galerie de personnages. Fresque colorée et animée faite de mosaïque et d’acier, l’œuvre reflète l’histoire de Verdun , de sa population, de son identité, de ses activités sportives , culturelles]et sociales , de sa nature, de sa réalité historique et de son folklore,.
Les œuvres de Diallo sont souvent exposées au Canada et ailleurs comme à Towards Gallery.

## Prix et Reconnaissances
- 2006 : Récipiendaire du Premier prix- Manuela Dias Book Design of the Year Award pour les illustrations, le design et la mise en page du livre Poste Restante, (Éditions du Blé) dans la compétition Brave New Words: The Manitoba Writing and Publishing Awards.

- 2007 : Récipiendaire de la Bourse d’excellence J.A. de Sève Entrance Fellowship – bourse de 3 000 $, Université Concordia.

- 2011 : Récipiendaire de la Bourse d’excellence Transart Institute Achievement Scholarship - Transart Institute, Berlin, University of Plymouth (RU).

- 2013 : BAIR Program: Banff Artist in Residence, The Banff Centre for Arts and Creativity, Banff, Alberta.

- 2014 : Conseil des arts du Canada, Subvention de voyage aux professionnels des arts visuels

- 2014 : The Universe and Other Systems with Shary Boyle, The Banff Centre for Arts and Creativity, Banff, Alberta.

- 2018 : Récipiendaire de la Bourse Francofonds subventions pour des projets créatifs en arts visuels qui favorisent la vitatilité de la culture francophone, Winnipeg, Manitoba.

- 2019 : Récipiendaire de la bourse The Liz Crockford Artist Fund

- 2019 : Finaliste, Salt Spring National Art Prize, Salt Spring Island, Colombie Britannique.

- 2019 : Récipiendaire de la bourse The Brenda and Jamie Mackie Endowed Fellowships for Visual Artists

- 2019 : Conseil des arts du Canada, Subvention de voyage aux professionnels des arts visuels

- 2019 : Distributed Identities with Brendan Fernandes, Deanna Bowen & Tara Aisha Willis, The Banff Centre for Arts and Creativity, Banff, Alberta.

- 2019 : Conseil des arts du Canada – Subvention en arts visuels, Recherche et Création.

- 2019 : Conseil des arts et lettres du Québec, Subvention de voyage aux professionnels des arts visuels.

- 2020 : Conseil des arts du Canada, Subvention de voyage aux professionnels des arts visuels

- 2021 : Centre SAGAMIE Résidence Arts et Création, Alma, Québec

- 2021 : Centre SAGAMIE Résidence Arts et Création, Alma, Québec

- 2020 : Sélectionné comme l'un des 150 Franco-Manitobains à être célébré par DREF (Direction des ressources éducatives françaises)

- 2021 : Récipiendaire du Prix Black Designers of Excellence Awards

- 2021 : Prix Barbara Spohr Memorial Awards. Décerné par la Walter Phillips Gallery à un récent diplômé de la résidence en arts visuels du Banff Centre

- 2021 : Gagnante du concours pour la réalisation d’une œuvre d’art intégrée à l’architecture de l’Auditorium de Verdun, Montréal[14],[15],[16],[17].

## Vie privée
Anna Binta Diallo est la grand fille d'une fratrie de trois enfants dont Aisha et Jean Bocar.